# Krzyż Wojskowy Karola
Krzyż Wojskowy Karola (niem. Karl-Truppenkreuz) – odznaczenie austro-węgierskie za zasługi wojskowe, ustanowione 13 grudnia 1916 przez cesarza Karola I.
Odznakę odznaczenia stanowi krzyż o kształcie przypominającym niemiecki Krzyż Żelazny, między ramionami widoczny wieniec dębowy. Na krzyżu korony Austrii i Węgier, pod nimi litera „C” (inicjał monarchy), napis „VITAM ET SANGVINEM” (życiem i krwią) i zapisany rzymskimi cyframi rok „MDCCCCXVI” (1916). Na rewersie napis „GRATI”, „PRINCEPS ET PATRIA” i poniżej „CAROLVS IMP.ET REX” (wdzięczny książę i kraj, Karol, cesarz i król). Krzyż noszony był na wstążce czerwonej z białymi prążkami poziomymi wzdłuż brzegów pionowych.
Ogółem nadano 651 tys. Krzyży Wojskowych Karola.